# Răgman, Prahova
Răgman este un sat în comuna Poiana Câmpina din județul Prahova, Muntenia, România.